# Псевдонимы Антона Павловича Чехова
Список псевдонимов А. П. Чехова — включает  десятки всевозможных псевдонимов, которыми он пользовался на протяжении всей его жизни. Всего в его творчестве известно около 60 «вторых имен», которые делятся на несколько четко выраженных типов.

## Классификация
С семантической (смысловой) точки зрения все псевдонимы можно разделить на две группы:
1. характеризующие автора с той или иной стороны;
2. не ставящие себе такую задачу.

Аллонимы	(принятые в качестве псевдонима фамилия или имя реально существовавшего лица):
- А. Павлов. Алексей Петрович Павлов (1854—1929) — русский и советский учёный-геолог, палеонтолог и стратиграф, профессор Императорского Московского университета (с 1886 года), академик Императорской Санкт-Петербургской академии наук (с 1916 года);
- Бокль. Генри Томас Бокль (1821—1862) — английский историк, автор «Истории цивилизации в Англии», победитель первого в Британии шахматного турнира в 1849 году.

Апоконимы (криптоним, полученный путём отбрасывания начала или конца имени и фамилии):
- Анче — Антон Чехов;
- Нте — Чехонте;
- …въ. Фамилия писателя «Чехов» с буквой еръ на конце;
- -въ.

Астронимы (подпись, состоящая из одной или нескольких звёздочек):
- Антоша Ч.*** — Антоша Чехов/Чехонте.

Геронимы (принятая в качестве псевдонима фамилия литературного персонажа):
- Лаэрт — герой трагедии «Гамлет» Уильяма Шекспира, сын канцлера Полония;
- Дядя Ваня. Войницкий Иван Петрович — главный герой одноимённой пьесы А. П. Чехова, который жалеет, что его молодость прошла впустую. Данную подпись использовало много журналистов (как до появления пьесы Чехова, так и после этого);
- Акакий Тарантулов (совмещение геронима и зоонима в фамилию и имя) — возможный литературный герой: Акакий Акакиевич Башмачкин — главный герой повести Н. В. Гоголя «Шинель»;
- Аркадий Тарантулов (совмещение геронима и зоонима в фамилию и имя) — возможные литературные герои: Аркадий Николаевич Кирсанов — герой романа И. С. Тургенева «Отцы и дети», молодой дворянин, приятель Базарова; Аркадий Иванович Свидригайлов — центральный персонаж романа Ф. М. Достоевского «Преступление и наказание»;
- Архип Индейкин (совмещение геронима и орнитонима в фамилию и имя) — возможный литературный герой: Архип — второстепенный герой романа А. С. Пушкина «Дубровский», кузнец;
- Панько. Пасечник Рудый Панько — вымышленный издатель произведения Н. В. Гоголя «Вечера на хуторе близ Диканьки». В его имени была тайная отсылка к настоящему автору (Панько — фамилия деда Гоголя, а Рудый намекало на рыжий оттенок волос Николая Васильевича).

Гидронимы (частный случай геонима — подпись, в основе которой лежит название реки, моря, озера):
- Рувер[6] — название реки в Германии (намек на поездку в Германию, где писатель проходил лечение из-за обострения туберкулеза).

Зоонимы (подпись, в основу которой положено название животного):
- Аркадий Тарантулов (совмещение геронима и орнитонима в фамилию и имя). Тарантул — род из семейства пауков-волков, которые являются ядовитыми;
- Акакий Тарантулов (совмещение геронима и орнитонима в фамилию и имя).

Инициалы (начальные буквы имени и фамилии):
- А. П. — Антон Павлович (имя + отчество);
- А. Ч. — Антон Чехов (имя + фамилия);
- Ч. — Чехов (фамилия).

Инкогнитонимы (подпись, подчеркивающая, что автор хочет остаться неизвестным):
- Некто;
- Z.

Латинизмы (псевдоним, образованный посредством переделки имени и фамилии на латинский лад):
- Homo Sachaliensis — в переводе с латинского данное выражение означает «человек сахалинский» (намек на долгое путешествие А. П. Чехова на о. Сахалин в 1890 г).

Мнимые коллективные псевдонимы (псевдокойнонимы: написанное одним автором выдавалось за плод творчества нескольких лиц):
- Астрономы «Будильника». «Будильник» — русский литературно-художественный сатирический еженедельный журнал с карикатурами, в котором печатался А. П. Чехов.

Мнимые псевдонимы (фамилия плагиатора):
- Н. Н. Борисов. Таким псевдонимом был подписан эскиз «Воротись!» в журнале «Новь» (1897). Это практически дословная перепечатка рассказа А. П. Чехова «Рождественская ночь» из журнала «Будильник» (1884).

Не имеют расшифровки:
- Улисс[6];
- М. Ковров;
- Дяденька.

Орнитонимы (подпись, в основу которой положено название птицы):
- Грач — широко распространённая в Евразии птица рода воронов;
- Архип Индейкин (совмещение геронима и орнитонима в фамилию и имя). Индейка — распространённый вид домашних птиц из отряда курообразных.

Пайзонимы (шуточный псевдоним, имеющий целью произвести комический эффект):
- Граф Черномордик.	Граф — богатый человек (должность при короле), «черномордик» означает либо тяжелый физический труд, либо бедность; оксюморон, уменьшительно-ласкательный суффикс -ик-;
- Антоша Чехонте. Уменьшительно-ласкательная форма имени Антон «Антоша», в фамилии ударение падает на последний слог (ЧехонтЕ), присутствует особое словообразование (неизменяемость фамилии);
- Прозаический поэт. Поэзия и проза — разные стили организации письменной речи; оксюморон;
- Рувер и Ревур. Перемена гласных местами, игра слов;
- Гудияди Янос.	Псевдоним схож с названием горькой минеральной воды источника из группы Офенских минеральных вод в Венгрии — Гунияди Янос; искажение слова;
- Человек без селезенки. Человек без жизненно-важного органа. Скрытый смысл: человек, лишенный душевных волнений; метафора;
- Макар Балдастов. Балда — бестолковый, глупый человек; насмешка;
- Полковник Кочкарев. Гибрид полковника Кошкарева из «Мертвых душ» и Кочкарева из «Женитьбы» Н. В. Гоголя.

Паронимы (псевдоним, образованный по сходству звучания с настоящей фамилией):
- Антоша Чехонте — Антон Чехов;
- Дон Антонио Чехонте — Антон Чехов.

Пренонимы (подпись, состоящая из одного имени автора):
- Антоша. Образован от полного имени писателя — Антон.

Псевдоинициалы (буквы, не соответствующие истинным инициалам автора):
- Ч. Б. С. — Человек без селезенки;
- Ц.[7] — Цынцыннатус.

Псевдонимы, обозначающие степень родства:
- Брат моего брата (повтор слова «брат»).	Происхождение псевдонима связано с тем, что с 1883 года А. П. Чехов начал печататься в тех же юмористических журналах, в которых до него выступал его старший брат Александр. Чтобы не путать читателей Чехов на титульном листе своей книги «В сумерках» (1887) написал фамилию с уточненными инициалами: «Ан. П. Чехов». А потом стал подписываться Брат моего брата;
- А. Актрисын — отсылка к тому, что жена А. П. Чехова Ольга Леонардовна Книппер продолжала выступать на сцене после брака и стала народной артисткой СССР.

Сокращения имени или псевдонима:
- А. П. Ч-в; Ан. Ч.; Ан. Че-в; А. Ч-в; А. Че-в; А. Ч-х-в — Антон Павлович Чехов;
- Антоша Ч.; А-н Ч-те; Ан. Ч-е; А. Чехонте; Чехонте; Ч.Хонте, А. — Антоша Чехонте;
- Г. Б-в; Г. Балдастов — Господин Балдастов;
- Ч. Без с.; Чел. б. селез. — Человек без селезенки.

Титлонимы (подпись, указывающая звание или должность автора):
- Академик Тото — отсылка к избранию в разряд изящной словесности Отделения русского языка и словесности Российской Академии наук в 1900 году;
- Врач без пациентов — отсылка к медицинскому образованию А. П. Чехова;
- Макар Балдастов (профессиональная лексика). Балда — тяжелый молот, употреблявшийся при горных работах и в кузницах;
- Цынцыннатус (в слове 2 буквы «Ц», «Ы», «Н». Вместо привычной «И» после «Ц» А. П. Чехов пишет, как в словах исключениях, «Ы» — усиление художественной окраски псевдонима путем повтора букв, ассонанс и аллитерация) — отсылка к занятиям сельским хозяйством в Мелихове (Цинциннат — римский сенатор, удалившийся в деревню);
- Граф Черномордик. Граф — королевское должностное лицо в Раннем Средневековье в Западной Европе.

Фактонимы (псевдоним, образованный от биографических фактов автора):
- Шиллер Шекспирович Гете (3 фамилий разных поэтов соединены в ФИО). Именно про У. Шекспира, И. В. Гете Ф. П. Покровский, законоучитель Таганрогской гимназии, говорил на уроках вместо священной истории;
- Два Аякса (крылатое выражение) — в переводе «неразлучные друзья» — А. П. Чехов с В. В. Билибиным;
- Шампанский. А. П. Чехов очень любил шампанское, даже на смертном одре попросил бокал этого напитка;
- Гайка № 5 ¾, Гайка № 6, Гайка № 9. Придумали эти странные названия редакторы журнала «Мирской толк». Дело в том, что в разделе «Винт» под заголовком «Инструмент для привинчивания этикетов <…>» к каждой авторской статье добавляли слово «Гайка» и порядковый номер[8].

Фитонимы (псевдоним, в основу которого легло название растения):
- Крапива — род цветковых растений семейства Крапивные, стебли и листья которых покрыты жгучими волосками.

Френонимы (псевдоним, указывающий на главную черту характера автора или на главную особенность его творчества):
- Достойнов-Благороднов — достойный, благородный;
- Известный — популярный, распространенный;
- Макар Балдастов. Балда — бестолковый, глупый человек;
- Кисляев — кислый (неприятный);
- Вспыльчивый человек (эпитет — вспыльчивый) — эмоциональный, раздражительный; А. П. Чехов написал интересный рассказ о вспыльчивости и назвал его «Записками вспыльчивого человека».

Больше всего А. П. Чехов в своем творчестве использовал сокращения имени или псевдонимов, так как данный способ является одним из самых простых по образованию; на втором месте по популярности оказались пайзонимы, что подтверждает причину выбора псевдонимов автора. Он стремился вызвать у читателей определённые мысли и чувства. А. П. Чехов писал юмористические произведения, поэтому псевдонимы — это вспомогательное средство, чтобы произвести комический эффект. Третье место разделяют фактонимы и геронимы. Многие псевдонимы писатель связывал с событиями из собственной жизни или литературными героями.  Часть псевдонимов А. П. Чехова не несет в себе определённого смысла, следовательно, отнести их к какой-либо группе нельзя;
Значения некоторых псевдонимов не точны. Они имеют несколько вариантов расшифровок, так как подробного материала о псевдонимах писателя нет, и спросить самого А. П. Чехова невозможно;
А. П. Чехов при создании своих псевдонимов также использовал выразительные средства языка: лексические средства (крылатое выражение, слова с уменьшительно-ласкательными суффиксами, профессиональную лексику), тропы (оксюморон, метафора, эпитет) и звукопись (аллитерация, ассонанс). Используя данные приемы, писатель создавал необходимый комический эффект и располагал читателя к себе (появление доверия к автору).